# Cloritoide
La cloritoide è un minerale.